# Ketchum (Oklahoma)
Ketchum város az USA Idaho államában, Craig és Mayes megyében. Lakosainak száma 471 fő (2020. április 1.).

## Népesség
A település népességének változása:

| 2010 | 442 |
| 2020 | 471 |